# Denyā Chāl
Denyā Chāl (persiska: دنیا چال, Dīnāchāl) är en ort i Iran.   Den ligger i provinsen Gilan, i den nordvästra delen av landet, 300 km nordväst om huvudstaden Teheran. Denyā Chāl ligger 102 meter över havet och antalet invånare är 452.
Terrängen runt Denyā Chāl är kuperad åt sydväst, men åt nordost är den platt. Runt Denyā Chāl är det ganska glesbefolkat, med 45 invånare per kvadratkilometer. Närmaste större samhälle är Pareh Sar, 4,8 km nordost om Denyā Chāl. I omgivningarna runt Denyā Chāl växer i huvudsak blandskog.